# بارلا دیپلازیس
بارلا دیپلازیس (انگلیسی: Barla Deplazes؛ زادهٔ ۱۴ نوامبر ۱۹۹۵) بازیکن فوتبال اهل سوئیس است.
از باشگاه‌هایی که در آن بازی کرده‌است می‌توان به اشاره کرد.
وی همچنین در تیم‌های ملی فوتبال Switzerland women's national under-17 football team, Switzerland women's national under-19 football team، و زنان سوئیس بازی کرده‌است.